# (3662) Dezhnev
(3662) Dezhnev (1980 RU2) – planetoida z grupy pasa głównego asteroid okrążająca Słońce w ciągu 4,32 lat w średniej odległości 2,65 au Odkryła ją Ludmiła Żurawlowa 8 września 1980 roku.